# Roseau (Minnesota)
Roseau – miasto w Stanach Zjednoczonych, w stanie Minnesota, siedziba administracyjna hrabstwa Roseau.